# オーマイニュース
オーマイニュース（OhmyNews）は、大韓民国で設立された市民参加型インターネット新聞サイトであり、市民ジャーナリズムの一形態。朝鮮語版のほかに国際版（英語版）もある。
2006年からは日本語版もオープンされ、2008年にオーマイライフ（Oh! MyLife）と名称を変えて、ジャーナリズムではなく市民参加型メディアを標榜したが、2009年4月24日をもって日本語版は閉鎖された。

## 韓国版
2000年2月に、韓国国内で市民が気軽に参加できるニュースウェブサイトとして、月刊誌『マル』記者を経験した呉連鎬（オ・ヨンホ）が中心となって設立。市民参加型のニュースサイトとしては世界的にも前例がなく、韓国では4万人以上の会員（市民記者）が登録して、重要な社会情勢から身近な話題に至るまで、日に200本以上の記事が寄せられている。会員は主婦や会社員、学生など幅が広い。2002年の大統領選では、与党候補ながら不利といわれた盧武鉉大統領が逆転勝利したが、それにはオーマイニュースの影響力が強く作用したと言われている。
2006年8月、韓国政府はオーマイニュースを含む12の新聞社を資金援助の対象として選定した。この選定に対し、韓国の野党はあいまいな選定基準により政府系の新聞を優遇しているとして反発している。   
同年10月初旬には、オーマイニュースにより北朝鮮に対する75万ドル（約8775万円）の資金提供が行われていた事実が明らかになり、同月末には韓国の野党議員に対する名誉毀損事件でオーマイニュースの記者が有罪判決を受けた。   
2006年2月21日、ソフトバンクが、第三者割当増資を引き受け、オーマイニュースの12.95%を保有する大株主になった。
同じく革新系のハンギョレ、京郷新聞とともに、それぞれの頭文字をとって「ハンキョンオー」と呼ばれることがある（対義語として、保守系3紙朝鮮日報・中央日報・東亜日報の頭文字をとった「朝中東」がある）。
オフラインメディアではないので、既存の新聞社と比較すると比較点があいまいな点がある。

## 日本版
日本版オーマイニュースは「オーマイニュース・インターナショナル株式会社」が2006年8月28日に創刊する。オーマイニュース・インターナショナル株式会社は、ソフトバンクと、韓国オーマイニュース社との合弁企業である。ソフトバンク社長の孫正義自らも市民記者となり記事を投稿した。初代編集長に鳥越俊太郎、副編集長には青木理が就任した。
しかし、この時期は『マンガ嫌韓流』が2ちゃんねるを中心にブームになっていた時期でもあり、準備段階の時点で嫌韓コメントが殺到し炎上。鳥越も2ちゃんねる（の一部）を「ゴミため」と呼び火に油を注いだ。
2008年9月1日、市民参加型のネットによる一般新聞から、体験レポートと専門家情報を掲載する専門サイト「オーマイライフ」に変わるが、2009年に経営難により終了。経営状態が悪くなった理由としては、市民メディア活動や政治活動の活発さの点で、韓国とは状況の違う日本において、韓国と同じ報酬制度を採用したこと。市民記者は原稿料が300円なのに対し、編集部はマスコミ並みにデスクが年収1千万円、編集長が3千万円。この報酬制度においては「搾取モデルであり、社会通念上、許容範囲なのか」という問題も提起される。この他、左派リベラルが多い記者と反リベラルが多い編集部員のズレ、トップダウン式のやり方を導入したことが挙げられる。オーマイライフも2009年4月24日に閉鎖された。
オーマイニュース元社員の証言では、廃刊に至った原因として「初代編集長の鳥越俊太郎氏の責任が大きくオーマイニュース創刊の足を引っ張った」「創刊当初の編集部は、市民記者への教育や方針の説明が不足しており、悪質な者を排除できなかった」としている。

### 沿革
- 2006年2月22日 - ソフトバンクと千百万ドル相当の投資契約を締結。両社の業務提携によってオーマイニュース・インターナショナル株式会社を立ち上げ、「オーマイニュース・ジャパン（OhmyNews Japan）」を創刊する計画を発表[12]。株式会社タイムインターメディアがシステムを手がけた。
- 2006年5月22日 - 編集長にジャーナリストの鳥越俊太郎を起用することを発表[13]。
- 2006年6月1日 - 日本版準備Blog「オーマイニュース開店準備中Blog」を開設するが炎上[7]。
- 2006年7月21日 - 市民記者の募集開始[14]。
- 2006年8月28日 - 「オーマイニュース日本版」創刊[15]。創刊日に閲覧数一位を記録した記事[16]が、実は、2ちゃんねらーのからかい目的の投稿であったことが判明し、編集部も事後に記事採用に関する認識の甘さを認めた[17][18]。
- 2006年11月10日 - 編集長名義で、11月17日正午をもってオピニオン会員（コメント投稿専門の会員）制度を廃止し、市民記者にその役割を兼ねさせる事を通告する記事が掲載される。
- 2006年11月17日 - 上記の通告通り、オピニオン会員制度が廃止される。
- 2007年2月20日 - 鳥越の体調不良を理由に、新設された編集長代理に元木昌彦が就任。
- 2007年3月26日 - 外部へ配信を開始。比較.comのトップページにニュース見出しとリンクを配信[19]。
- 2007年4月10日 - ソーシャルネットワーキング機能を搭載するなど、サイトを全面リニューアル。株式会社ゼロスタートコミュニケーションズがサイト構築を手がけた[20]。
- 2007年5月31日 - 鳥越の任期満了と体調不良を理由に、6月1日付での退任と編集長代理だった元木の正編集長就任が発表される[21]。
- 2007年8月27日 - Yahoo! JAPANにニュース配信を開始[22]。
- 2008年4月21日　-　社名をオーマイニュース・インターナショナル株式会社からオーマイニュース株式会社に変更。本社を東京都港区東新橋に移転。
- 2008年7月 - オーマイニュース株式会社解散。
- 2008年9月1日 - 「オーマイライフ」として再スタート。有限会社ビットデシジョン（神奈川県座間市、秦庄司社長）がサイト構築を手がけた[23]。
- 2009年4月24日 閉鎖[5]